# تحدي كرة القدم العالمي
تحدي كرة القدم العالمي (بالإنجليزية: World Football Challenge) كانت مسابقة كرة قدم استعراضية لاتحادات الأندية الدولية تضم فرق أندية من أوروبا وأمريكا الشمالية، والتي أقيمت من عام 2009 حتى عام 2012، عندما تم استبدالها بالكأس الدولية للأبطال.

## الفائزون
| البطولة | الفائز     | البلد   | الوصيف                                      | البلد                                       | الثالث                                      | البلد                                       |
| ------- | ---------- | ------- | ------------------------------------------- | ------------------------------------------- | ------------------------------------------- | ------------------------------------------- |
| 2009    | تشيلسي     | إنجلترا | أمريكا                                      | المكسيك                                     | إنتر ميلان                                  | إيطاليا                                     |
| 2011    | ريال مدريد | إسبانيا | مانشستر يونايتد                             | إنجلترا                                     | مانشستر سيتي                                | إنجلترا                                     |
| 2012    | ريال مدريد | إسبانيا | غير متوفر (تم التغيير إلى تنسيق غير متوازن) | غير متوفر (تم التغيير إلى تنسيق غير متوازن) | غير متوفر (تم التغيير إلى تنسيق غير متوازن) | غير متوفر (تم التغيير إلى تنسيق غير متوازن) |

## وصلات خارجية
- الموقع الرسمي